# Nereis falcaria
Nereis falcaria är en ringmaskart som först beskrevs av Willey 1905.  Nereis falcaria ingår i släktet Nereis och familjen Nereididae. Utöver nominatformen finns också underarten N. f. multignatha.